# Brunettia heterostylis
Brunettia heterostylis är en tvåvingeart som beskrevs av Duckhouse 1991. Brunettia heterostylis ingår i släktet Brunettia och familjen fjärilsmyggor. Inga underarter finns listade i Catalogue of Life.